# Sandhu Sundar Singh
Sadhu Sundar Singh (Punjabi: ਸਾਧੂ ਸੁੰਦਰ ਸਿੰਘ, Urdu: سادھُو سُندر سنگھ; Hindi: साधु सुन्दर सिंह) (3 de septiembre de 1889, Patiala, India) fue un misionero cristiano indio. Se cree que murió en las faldas de las cordilleras Himalayas en 1929.
Es venerado como santo por la Comunión anglicana. Su festividad es el 19 de junio.

## Biografía

### Primeros años
Sundar Singh nació en una familia Sikh en el pueblo de Rampur (estado de Punjab) en el norte de India. El sijismo, originado alrededor de 1500 d. C., es una religión que enseña la creencia en un solo Dios y rechaza el sistema de castas, la cual se había convertido en una de las religiones establecidas en la zona aparte del hinduismo y el islam. 
Posteriormente Sadhu fue enviado a Ewing Christian High School, Ludhiana, con el fin de aprender Inglés. Cuando él tenía catorce años, su madre murió, y esto le llevó a la violencia y a la desesperación. Sacó su ira contra los misioneros, persiguiendo cristianos conversos, y ridiculizado su fe. En desafío definitivo de su religión, se compró una Biblia y la quemó en su casa mientras sus amigos observaban.

### Conversión al cristianismo
Sundar sintió que sus actividades religiosas en el sijismo y el cuestionamiento de los cristianos e hindúes no tenían un significado último. LLegó a tratar de suicidarse arrojándose a las vías del tren, pero esa misma noche tuvo una visión en la que Jesús abría su alma a la verdad. Cuando Sundar anunció a su padre, Sher Singh, que iba a seguir a Cristo, su padre le denunció, y su hermano Rajender Singh intentó envenenarlo. Sundar fue ayudado por una comunidad cristiana cercana, y en su decimosexto cumpleaños, fue bautizado públicamente como cristiano en una iglesia en Simla, en las estribaciones del Himalaya. Destacó por su servicio a los enfermos de lepra allí.

### Desaparición
En 1929 decidió emprender otro viaje a las montañas del Himalaya. Fue avistado por última vez entre el 18 y 19 de abril de 1929, por los residentes de Kalka, un pequeño pueblo situado al sur de Shimla. A dónde fue después de eso es desconocido. Si murió de agotamiento o llegó a las montañas sigue siendo un misterio.